# Édouard Massaux
 (janvier 2015).
- Si vous ne connaissez pas le sujet, laissez ce bandeau (vous pouvez alors contacter les auteurs).
- Si vous supprimez le contenu mis en cause (vous pouvez préalablement contacter les auteurs),

argumentez précisément cette suppression dans la page de discussion
(un manque de référence n'est pas un argument ; une recherche réelle de référence doit avoir été effectuée, être formellement documentée).
Édouard Massaux, né le 27 septembre 1920 à Neufchâteau (Belgique) et mort le 25 janvier 2008 à Bioul (Belgique), est un prêtre belge du diocèse de Namur et un théologien. Professeur de théologie à l'université catholique de Louvain (alors installée dans la ville de Louvain) depuis 1953, Édouard Massaux devint, en 1965, prorecteur de cette université. En 1968, dans le cadre de la crise de Louvain, l'université fut scindée en une université francophone et une université néerlandophone et l'année suivante, Édouard Massaux devint recteur de l'université francophone, fonction qu'il exercera jusqu'en 1986.  En 1971, l'université francophone fut transférée de Louvain vers Louvain-la-Neuve. Édouard Massaux qualifiera la scission de l'université de « péché contre l'Esprit ». 
Dernier recteur ecclésiastique de l'université, Édouard Massaux prendra ses distances avec celle-ci après son départ : il désapprouvait la prise d'autonomie de  l'université par rapport à l'Église catholique et son évolution vers un pluralisme assumé. 

## Biographie

### Enfance et jeunesse
Né le 27 septembre 1920 à Neufchâteau, dans la province de Luxembourg, Édouard Massaux est le fils d'Émile Massaux, originaire de Neufchâteau, greffier en chef du tribunal de Première Instance, et d'Ida Stasser issue d'une famille originaire de Dampicourt. Il aimait à rappeler que « à part mon père et ma mère, la famille mangeait volontiers du curé. Notre milieu était un milieu libéral assez accentué, à l’ancienne ».
Il fit ses études primaires et les trois premières années d’humanités gréco-latines à l’Institut Saint-Michel de Neufchâteau. Après l’Institut Saint-Michel, ce fut le petit séminaire de Bastogne qui accueillit Édouard pour les trois dernières années des humanités gréco-latines. Il fut marqué par la personnalité de l’abbé Édouard Docquier, professeur de mathématiques et de sciences.

### Séminaire, études à Rome et à Louvain, parcours académique
Après ses humanités, Édouard Massaux décide de devenir prêtre et est envoyé à l’université pontificale grégorienne de Rome où il devient bachelier en philosophie en 1940. En mai de la même année, ses parents sont tués durant la campagne des 18 jours. Son jeune frère, Jacques, sera accueilli chez des cousins de Namur, Édouard veillant soigneusement sur son éducation. Jacques deviendra médecin. Édouard Massaux poursuit ses études au Grand Séminaire de Namur et est ordonné prêtre le 18 mai 1944.
Il est ensuite envoyé par André-Marie Charue, évêque du diocèse de Namur, à l'université catholique de Louvain (UCL). André-Marie Charue avait rapidement décelé le potentiel intellectuel du jeune prêtre. Celui-ci fait alors un parcours brillant en Faculté de théologie (baccalauréat en théologie en 1945, licence en 1947 et doctorat en 1948). En 1950, il défend sa thèse de maîtrise en théologie intitulée Influence de l'Évangile de Saint Mathieu sur la littérature chrétienne avant Saint Irénée,. En 1951, il obtient une licence en sciences bibliques de l’Institut biblique pontifical de Rome. À son retour en Belgique, il devient aspirant au Fonds national de la recherche scientifique (FNRS) jusqu’en 1953. Il est ensuite promu professeur ordinaire à la Faculté de théologie de l’UCL où il enseigne l'exégèse du Nouveau Testament, la théologie morale et fondamentale à la Schola Minor de cette faculté, mais aussi la critique textuelle du Nouveau Testament et l’histoire du milieu néotestamentaire à la Schola Major de la dite Faculté. Par ailleurs, il enseigne la philosophie morale aux étudiants de l’Institut supérieur des sciences économiques appliquées de l'UCL.

### Bibliothécaire en chef de la Grande Bibliothèque de l’université de Louvain unitaire
C’est en 1960, que Massaux est nommé bibliothécaire en chef adjoint de l’UCL en renfort d'Étienne Van Cauwenbergh, bibliothécaire en chef de 1919 à 1961. Van Cauwenbergh a été l’âme de cette immense organisation dont il a reconstruit à deux reprises les collections de livres détruites et dispersées lors des deux guerres mondiales de 1914-1918 et 1940-1945. L’abbé Édouard Massaux devient bibliothécaire en chef en 1961 lors de la promotion à l’éméritat de Van Cauwenbergh.
De 1961 à 1965, la responsabilité de bibliothécaire en chef de la Grande Bibliothèque va fournir à l’abbé Massaux un « excellent mirador » d’où il pourra observer l’apparition des turbulences qui vont secouer l’université, jusqu'alors plus ou moins unitaire. « En outre, on y recevait les confidences de nombreux membres du personnel académique et du personnel scientifique. Il suffisait d’écouter, car on parlait… ».
Massaux, bibliothécaire en chef de l’université, pressentait l’éventualité d’un « départ forcé ». Dès 1961, il commença à acheter en double certaines collections importantes. Il créa ainsi, dès le début des années 1960, les conditions d’établissement d’une bibliothèque autonome pour la section francophone de l'université.

### La scission de l'université de Louvain et le «péché contre l'Esprit»
En 1965, l’abbé Massaux est nommé Prélat d’honneur de sa Sainteté par le pape Paul VI ; il est aussi nommé prorecteur de la section francophone de l’UCL. À la tête de cette section, Massaux va affronter les événements de ce qui allait devenir l’« Affaire de Louvain ». Il qualifia le déménagement de la section francophone de l’université catholique hors les murs de Louvain de « péché contre l'Esprit ». Dans le texte de l'homélie qu'il a prononcé lors des funérailles de Monseigneur Massaux le 30 janvier 2008, Michel Schooyans notera en marge, références néo-testamentaires à l’appui, que « Le "péché contre l’Esprit", c’est le rejet absolu de ce que l’on sait être la Lumière venue de l’Esprit. C’est le péché de mauvaise foi radicale, qui, divisant Jésus et l’Esprit-Saint, divise aussi l’Église ». En fait, ceci rejoint le texte écrit en 1987 par Massaux soulignant que : « Dans la pratique, on met des frères chrétiens à la porte ! Je le dis avec force, C’est la première fois dans l’histoire du monde qu’une Université en met une autre à la porte, et il faut que cela soit entre Chrétiens ! C’est cela, pour moi, le grand scandale ; c’est cela le péché contre l’Esprit, celui, dit l’Évangile, qui ne sera pas pardonné ».

### L’Université catholique de Louvain en «terre romane»
En 1969, Massaux est nommé recteur de l’UCL, charge qu’il occupera jusqu’en 1986. Durant ces dix-huit années, il va défendre face au monde politique les intérêts de l'université dans un contexte de crises économiques et financières (premier choc pétrolier de 1973). Avec Michel Woitrin, il va construire une nouvelle ville universitaire au milieu de nulle part. Il ne perdra aucun doctorant durant la période de « déménagement ». Édouard Massaux résumait laconiquement cette période en disant : « Il ne fallait surtout pas mourir dans l’ambulance ».
Pour gérer le déménagement de l'UCL à Louvain-la-Neuve, Massaux a pu compter sur le soutien d’André Oleffe, qui l'a guidé Massaux dans le monde politique qu’il connaissait mal. En tant que recteur de l'UCL, Massaux siégea  au bureau et au conseil d’administration du Fonds de la recherche scientifique (FNRS). Il en occupera longtemps la vice-présidence et la présidence.
Il prit également part à la création d'organismes dont le but était de démocratiser l'enseignement. Il s'agissait notamment de former les militants ouvriers. En 1967, Massaux encouragera la création de la Fondation Travail-Université (FTU), dont le but est de rapprocher le monde ouvrier de l'université. La collaboration étroite de Massaux avec Max Bastin et Victor Michel aboutira au résultat le plus frappant de la FTU : ce sera la création en 1973 de la Faculté ouverte de politique économique et sociale (FOPES) à l'Université catholique de Louvain. Cette faculté s'adresse aux adultes qui ont une expérience professionnelle ou militante dans les domaines sociaux et politiques.
Massaux prendra en 1970 l'initiative d'attribuer le titre de doctorat honoris causa de l'université catholique de Louvain à Hélder Câmara, archevêque d'Olinda et Recife, une figure de la théologie de la libération en Amérique latine.
Massaux appuya également la création du département de Communications sociales de l'UCL. Il plaida pour que l'on confie le cours de droit et déontologie de l'information au journaliste William Ugeux, résistant durant la Seconde Guerre mondiale. Ce professeur eut droit à l'éloge personnel du recteur Massaux lors de son départ à l'éméritat en 1980 : « Ce père tranquille, cet homme tout de douceur et de calme, allait se révéler l'un des plus efficaces combattants de l'ombre. Comment l'homme public, le journaliste adversaire du secret allait pouvoir se transformer d'un jour à l'autre en militant de la clandestinité : c'est un de ces miracles qui se produisent lorsque, comme le disait le Roi Albert "on est acculé à l'héroïsme" ».

## Distinctions
- Officier de l'ordre de Léopold (1962)[18]
- Officier de la Légion d'honneur (1971)[18]
- Médaille civique de 1re classe (1977)[18]
- Commandeur de l'ordre de Léopold (1972)[18]
- Commandeur de l’ordre national de la République du Burundi (1978)[18]
- Grand officier de l'ordre de Mérite du grand-duché de Luxembourg (1984)[18]
- Commandeur de la Légion d'honneur (1986)[réf. nécessaire]
- Grand officier de l'ordre du Mérite de la République italienne‎ (1986)[18]
- Grand officier de l'ordre de la Couronne (1986)[réf. nécessaire]
- Docteur honoris causa de l'université catholique du Sacré-Cœur de Milan (1981)[18]